# Блуфранкіш

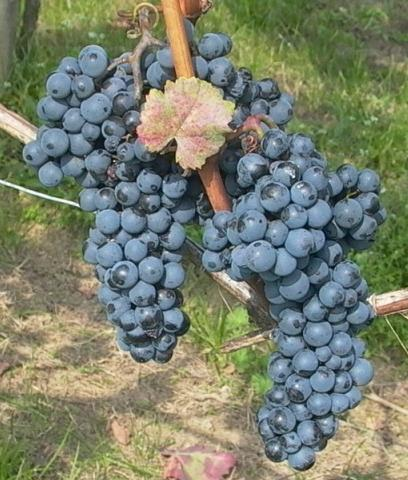
Гроно Блуфранкіш

Блуфранкіш, Блауфранкіш (нім. Blaufränkisch) або Лембергер (нім. Lemberger) — технічний сорт червоного винограду. Належить до групи західноєвропейських сортів винограду.

## Розповсюдження
Найбільші площі блуфранкіш займає у Австрії, особливо у регіоні Міттельбургенланд, а також на сході Нижньої Австрії. Також вирощується в Угорщині (тут його називають Кекфранкош); Італії (має назву Франконія); США — найбільші плантації у штаті Вашингтон; Франції; Німеччині; Україні; Хорватії; Чехії — вирощують у Південній Моравії під назвою чеськ. Frankovka; Словаччині (відомий під назвою словац. Frankovka modrá); Словенії (має назву словен. Modra Frankinja).

## Характеристика сорту
Кущі сильнорослі. Продукує середню кількість пасинків. Коронка і перше листя молодого пагону світло-зелені з червоним обрамленням, вкриті слабким опушенням. Листя велике, цілісне або слабкорозсічене. Центральна лопать трохи витягнута у вигляді жолобка. Верхні вирізи дрібні, відкриті, ліроподібні, з майже паралельними сторонами, нижні — ледь намічені, у вигляді вхідного кута. Черешкова виїмка відкрита, ліроподібні ті стрільчаста. Зубці на кінцях великі, трикутні, з широкою основою. Листова пластина рівна або у вигляді жолоба. Зверху сітчаста-зморшкувата, а на нижній поверхні листа, є густе щетинисте опушення. Осіннє забарвлення листя винно-червоне. Квітка двостатева. Якщо в період цвітіння стоїть прохолодна погода, то зав'язь легко обсипається. Грона, як для технічного сорту середніх розмірів, масою 145—220 грам. Форма грона — конічна, з широкою основою. Середньощільна або щільна. Ягода середньої величини (довжиною 14-16, шириною 14 мм), кругла, темно-синя. Середня маса 100 ягід 120—130 г. Шкірочка товста, міцна, вкрита густим шаром кутину. М'якоть соковита, смак нейтральний — винний, без особливого сортового аромату. Сік не забарвлений. Врожайність сорту висока і стійка, в середньому — 120 ц/га. Пагони, які виросли з бруньок заміщення, відрізняються гарною плодоносністю. Блуфранкіш — сорт пізнього строку дозрівання. Від початку цвітіння і до знімною зрілості проходить 150 днів при сумі активних температур 2900 °C. Дозрівання ягід настає пізно, в кінці вересня або на початку жовтня. Блуфранкіш нестійкий до мілдью та оїдіуму, а до сірої гнилі стійкість гарна. Має відносну зимостійкість.. Вихід соку складає 75 %, гребенів — 3,9 %, шкірки, щільних частин, м'якоті і насіння — 21,1 %. Цукристість при зборі в середньому 15-22,6 г/100 мл, кислотність 8,9-6,8 г/л.

## Характеристика вина
З лембергера виготовляють як моносортові так і купажні вина (наприклад всесвітньо відоме угорське вино Egri Bikavér). У купажах гарно поєднується з сортами Цвайгельт, Каберне, Мерло. Блуфранкіш дає тонкі, кислуваті, здебільшого інтенсивно забарвлені червоні вина з вираженими танінами, з ароматом червоних лісових ягід.